# Kanton Réchicourt-le-Château
Réchicourt-le-Château is een voormalig kanton van het Franse departement Moselle. Het kanton maakte deel uit van het arrondissement Sarrebourg.

## Geschiedenis
Het werd opgeheven bij decreet van 18 februari 2014, met uitwerking in maart 2015 en de gemeenten werden opgenomen in het kanton Sarrebourg.

## Gemeenten
Het kanton Réchicourt-le-Château omvatte de volgende gemeenten:
- Assenoncourt
- Avricourt
- Azoudange
- Foulcrey
- Fribourg
- Gondrexange
- Guermange
- Hertzing
- Ibigny
- Languimberg
- Moussey
- Réchicourt-le-Château (hoofdplaats)
- Richeval
- Saint-Georges